# Roy Scheider
Roy Richard Scheider (Orange, 10 de novembro de 1932 — Little Rock, 10 de fevereiro de 2008) foi um ator estadunidense.
Estudou no Franklin & Marshall College, em Lancaster, na Pensilvânia. Sua carreira no cinema começou em 1964, no filme The Curse of the Living Corpse. A seguir estrelou Star! (1968), Paper Lion (1968), Stiletto (1969) e Puzzle of a Downfall Child (1970).
Foi casado com Cynthia Scheider de 1962 a 1989 e com ela teve uma filha. Desde 1989 era casado com Brenda King, com quem teve um casal de filhos.

## anos 1970
Durante os anos 1970, Scheider atuou em diversos filmes famosos. Em 1971 ele chamou a atenção das plateias cinematográficas pelo seu papel no filme policial Klute - O passado condena, com Jane Fonda e Donald Sutherland. A seguir fez Operação França (1971) e O esquadrão implacável (1973). Em 1975 atuou em Tubarão, cujo roteiro foi baseado na novela best-seller de Peter Benchley, e que teve como diretor um iniciante Steven Spielberg, escolhido pela Universal Pictures para dirigir a adaptação do livro para a tela. No filme, Scheider fez o papel do chefe de polícia Brody, e contou com a companhia de Robert Shaw e Richard Dreyfuss. Jaws foi um sucesso e, por muitos anos, manteve o recorde de filme mais rentável de todos os tempos. Em 1978 ele retornou às telas no mesmo papel, em Tubarão 2. Antes de Jaws 2 fez Maratona da morte (1976), que teve Dustin Hoffman no papel principal, e Comboio do medo (1977), baseado no filme clássico francês O salário do medo (1953) e, depois, O abraço da morte (1979) e O show deve continuar (1979). Por este filme, Roy Scheider concorreu aos prêmios Oscar, Globo de Ouro e BAFTA na categoria de melhor ator.

## anos 1980
Nos anos 1980, Scheider fez Na calada da noite (1982), com Meryl Streep; um piloto de helicóptero rebelde em Trovão Azul (1983); um cientista em 2010: O ano que faremos contato (1984), a sequência de 2001: A Space Odyssey (1968); um marido trapaceiro em A hora da brutalidade (1986); e um homem de sangue-frio em Cohen & Tate (1989).

## anos 1990 e 2000
Em 1990, atuou como um agente da CIA em A casa da Rússia, com Sean Connery e Michelle Pfeiffer. Fez também o capitão de um submarino futurístico na série para televisão SeaQuest DSV (1993), que durou três temporadas.
Inexplicavelmente, entretanto, Scheider não vinha participando de filmes campeões de audiência, embora continuasse representando predominantemente em papéis coadjuvantes, geralmente como presidentes dos Estados Unidos (que fez três vezes) ou oficiais militares, como em The Peacekeeper (1997), Alvo executivo (1997), Chain of Command (2000) e Serpente vermelha (2002).

## Morte
Em 2004, foi diagnosticado que Scheider sofria de mieloma múltiplo, um câncer de células plasmáticas. Em junho de 2005, ele sofreu um transplante de medula óssea para tratar do câncer, que foi classificado como estando em recuo parcial. Scheider morreu em 10 de fevereiro de 2008, em Little Rock, no Arkansas, no Hospital de Ciências Médicas da Universidade de Arkansas, aos 75 anos de idade. Apesar de a causa da morte não ter sido divulgada imediatamente, a esposa de Scheider atribuiu a morte do marido a uma infecção a estafilococos.

## Filmografia
- 1964 - The Curse of the Living Corpse
- 1968 -  Paper Lion
- 1969 -  Stiletto
- 1969 -  Puzzle of a Downfall Child
- 1970 -  Loving
- 1971 -  Klute
- 1971 -  Operação França
- 1973 -  The Seven-Ups
- 1975 -  Jaws
- 1976 -  Marathon Man
- 1977 -  Sorcerer
- 1978 -  Jaws 2
- 1979 -  Last Embrace
- 1979 -  All That Jazz
- 1982 -  Still of the Night
- 1983 -  Blue Thunder
- 1983 -  Tiger Town
- 1984 -  2010: The Year We Make Contact
- 1986 -  The Men's Club
- 1986 -  The Egg's Sunset on the Upside Down Turned Ramp
- 1986 -  52 Pick-Up
- 1988 -  Cohen and Tate
- 1989 -  Listen to Me
- 1989 -  Night Game
- 1989 -  The Fourth War
- 1990 -  The Russia House
- 1990 -  Somebody has to Shoot the Picture
- 1991 -  Naked Lunch
- 1993 -  Wild Justice
- 1993 -  seaQuest DSV - (série televisiva)
- 1994 -  Romeo is Bleeding
- 1996 -  The Peacekeeper
- 1997 -  Executive Target
- 1997 -  The Myth of Fingerprints
- 1997 -  The Rainmaker
- 1997 -  The Rage
- 1997 -  Plato's Run
- 1998 -  Evasive Action
- 1999 -  RKO 281
- 2000 -  Falling Through
- 2000 -  Daybreak
- 2000 -  The Doorway
- 2002 -  Texas 46 - aka The Good War (USA)
- 2003 -  Dracula II: Ascension
- 2004 -  The Punisher
- 2007 -  The Poet
- 2007 -  If I Didn't Care
- 2008 -  Dark Honeymoon - (completo)
- 2008 -  Iron Cross - (em pós-produção)